# Myoxocephalus octodecemspinosus
Espèce
Le chaboisseau à dix-huit épines (Myoxocephalus octodecemspinosus) est une espèce de poissons de la famille des Cottidae.

## Distribution
Dans les eaux côtières de l'Amérique du Nord, du nord du golfe du Saint-Laurent et de l'est de Terre-Neuve jusqu'à la Virginie.

## Description
Il atteint rarement plus de 30 cm, sa tête en pointe arrondie, aplatie, rentre 3,5 fois dans sa longueur totale, son préopercule présente trois épines, dont celle du haut, acérée et nue à l'extrémité, est au moins 4 fois plus longue que celle d'en dessous.  Sa première nageoire dorsale offre aussi de bonnes épines. Sa coloration est variable, elle va ordinairement du vert olive au jaune verdâtre, allant au blanc sous le ventre, avec quatre bande foncées transversales pouvant se décomposer en taches.  À l'exception de la première nageoire dorsale, qui est fuligineuse avec des taches irrégulières et des étroites nagoires pelviennes, les nageoires présentent des rayures foncées.  Il se distingue bien des autres chaboisseaux par sa longue épine au préopercule et a aussi un corps plus grêle que le chaboisseau à épines courtes (Myoxocephalus scorpius).

## Biologie
Durant les mois d'hiver, il se retire en eaux plus profondes où il dépose ses œufs qui y adhèrent en grappes. Il nettoie les abords des quais et se nourrit de petits crustacés, de mollusques, comme le calmar, d'ascidies et de petits poissons, comme le maquereau, le hareng, le lançon ou l'éperlan.  Il est plutôt malcommode à manipuler vu ses dix-huit épines.